# Sergentomyia notata
Sergentomyia notata är en tvåvingeart som först beskrevs av Aimé Georges Parrot 1938.  Sergentomyia notata ingår i släktet Sergentomyia och familjen fjärilsmyggor.
Artens utbredningsområde är Etiopien. Inga underarter finns listade i Catalogue of Life.